# Динко Јукић
Динко Јукић (Дубровник, 9. јануар 1989) је аустријски пливач хрватског порекла, који је специјалиста за мешовити и делфин стил у пливању.

## Биуграфија
Динко Јукић је рођен у Дубровнику а живео је у Вуковару до новембра 1991. године када након пада града одлази са родитељима у Загреб где почиње пливати. Године 2000. одлази из Загреба и придружује се оцу и сестри који су већ годину дана прије одселили у Беч .
Динко Јукић је висок 1,93 метра, а тежак 84 килограма. Тренира га отац Жељко Јукић. Има старију сестру Мирну је исто успешна пливачица.

## Пливачка каријера
Члан је Пливачког клуба Аустрије из Беча. За репрезентацију Аустрије такмичио се и на Олимпијским играма 2008. у Пекингу у дисцилини 200 метара делфин и заузео 10 место, постигавши и аустријски рекорд резултатом 1:55,65. Учествовао је и у две дисциплине мешовитим стилом на 200 метара где је био шеснести и 400 метара где је такође оборио аустријски рекорд.
Динко Јукић 2008. године је на Европском првенству у Ајндховену освојио две медаље: сребрну на 200 м мешовито и бронзану на 200 м делфин. Исте године у Ријеци на Европском првенству у малим базенима освојио златну медаљу на 400 м мешовито и сребрну у дисциплини 200 м делфин. Затим је на Светском првенству у малим базенима у Манчестеру 2008. на 400 м мешовито освојио бронзу а године 2009. у Истанбулу на Европскоме првенству у малим базенима на 200 м делфин исто бронзану медаљу. У Ајндховену 2010. на Европскоме првенству у малим базенима на 200 м делфин постао је европски првак а на 200 м мешовито био је трећи.
На Олимпијским играма у Лондону 2012. Јукић се такмичио на 100 и 200 м делфин. Успешнији је био у дужој деоници освојивши 4 место и оборивши државни рекорд са 1:54,35 мин.